# Luperus leonardii
Luperus leonardii là một loài bọ cánh cứng trong họ Chrysomelidae. Loài này được Fogato miêu tả khoa học năm 1979.